# 霍夫曼峰
77°32′S 162°52′E / 77.533°S 162.867°E
霍夫曼峰（Hoffman Peak），是南極洲的山峰，位於維多利亞地的斯科特海岸，處於麥列倫南山東北面，屬於阿斯加德山脈的一部分，海拔高度1,550米，現時由南極條約體系管理。